# Teteringen
Teteringen est un village situé dans la commune néerlandaise de Bréda, dans la province du Brabant-Septentrional. En 2009, le village comptait 5 912 habitants.
Le 1er janvier 1997, la commune de Teteringen est rattachée à la commune de Bréda.